# Claes Karlsson
Claes Karlsson (Estocolm, 1950) és un promotor cultural suec. La seva trajectòria professional ha anat sempre lligada a la promoció de diferents disciplines artístiques a través de l'organització i la producció en les institucions i festivals culturals més importants de la capital de Suècia. Va iniciar la seva carrera l'any 1972 com a productor assistent del Kulturhuset Stockholm, un dels centres culturals més prestigiosos del nord d'Europa, del qual va ser-ne també director de programació durant vint-i-dos anys, des de 1983 fins al 2004. Durant el mateix període, va desenvolupar altres tasques per a festivals de rellevància, com la de programador pel Stockholm Water Festival i la de cap d'esdeveniments de circ per Stockholm European Cultural Capital. Des del 2005, ocupa els càrrecs de director artístic i cap de projectes a l'Stockholms Kulturfestival, que se celebra anualment. El 2015 va rebre el Premi Internacional Ramon Llull. Se'l reconeix sobretot per la seva tasca com a director artístic del festival Stockholm Kulturfestival, que ja l'any 2012 va portar a Estocolm artistes catalans com Muchachito Bombo Infierno, el pallasso Leandre o la companyia Fudanito. L'any 2014, Barcelona va ser la ciutat convidada del festival, fet que va suposar un ampli desplegament de l'art i la cultura catalana a Estocolm. A més, fruit d'aquest agermanament va néixer la coproducció de dos espectacles creats per artistes suecs i catalans, el Mapping i un combinat de circ, que també es van poder veure el mateix any a les Festes de la Mercè de Barcelona.